# Václav Grulich
Václav Grulich, né le 8 mai 1932 à Suchdol, est un homme politique tchèque, ancien membre du parti social-démocrate tchèque (ČSSD).